# Walckenaeria minuscula
Walckenaeria minuscula là một loài nhện trong họ Linyphiidae.
Loài này thuộc chi Walckenaeria. Walckenaeria minuscula được Herman Theodor Holm miêu tả năm 1984.